# Sermaize-les-Bains
Sermaize-les-Bains  là một xã thuộc tỉnh Marne trong vùng Grand Est đông nam nước Pháp. Xã này nằm ở khu vực có độ cao trung bình 131 mét trên mực nước biển.